# Ocarină

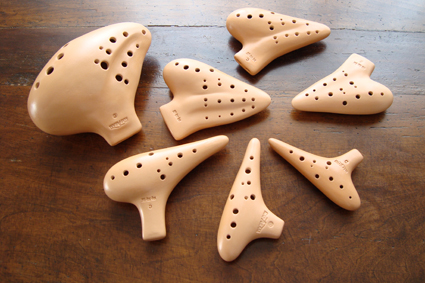
Diferite modele de ocarine

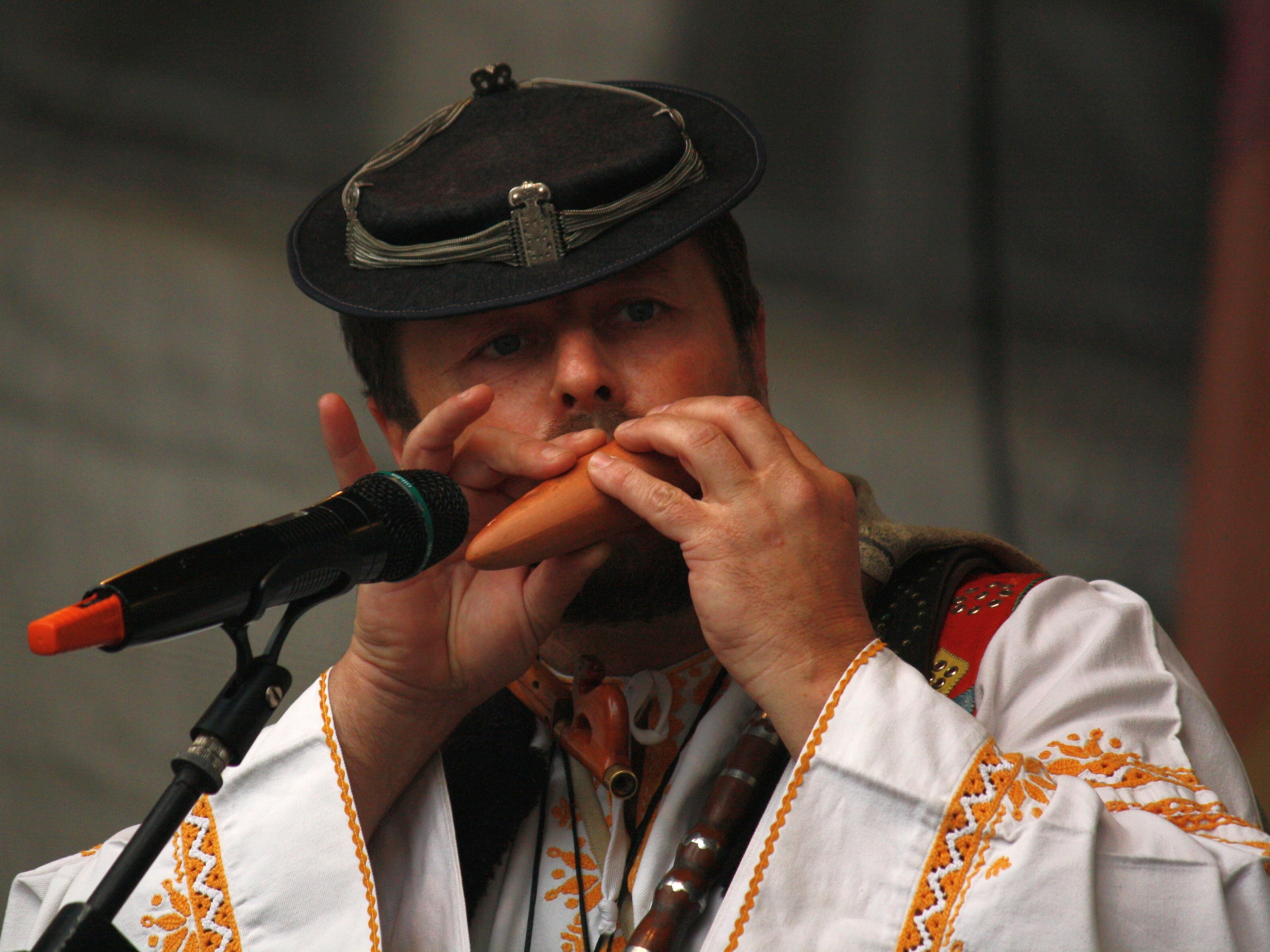
Interpret la ocarină

Ocarină (din italiană ocarina) se numește un instrument muzical popular confecționat din ceramică (lut ars), metal sau lemn (în special de prun), având forma unui ou mai mare și puțin alungit. Fiecare producător poate modifica forma ocarinei după fantezia proprie și în funcție de efectul sonor pe care-l urmărește. La un capăt al instrumentului se găsește locul pe unde se suflă, iar pe corpul ocarinei sunt practicate găurile pe care executantul le poate închide cu ajutorul degetelor, ca la fluier, modificând înălțimea sunetelor.
Acest instrument de suflat scoate sunete asemănătoare cu cele ale flautului.
În ultimul timp, ocarina nu mai este întâlnită doar la lăutarii populari, dar apare și în orchestrele profesioniștilor.
Denumirea de ocarină vine din cuvântul italian ocarina, diminutivul cuvântului oca, care înseamnă gâscă. Această denumire i-a fost dată instrumentului pentru că, prin forma sa ovoidală, seamănă cu un cap de gâscă.